# Приглашение в социологию
Приглашение в социологию: гуманистическая перспектива (англ. Invitation to Sociology) — научно-популярная книга австрийского лютеранского теолога и социолога Питера Людвига Бергера, живущего и работающего в США.  Многие темы, представленные в книге, были позже развиты в его книге 1966 года «Социальное конструирование реальности», написанной в соавторстве с социологом Томасом Лукманном. Бергер был учеником австрийского социолога Альфреда Шюца, основоположника феноменологической социологии.

## Содержание
Питер Людвиг Бергер пишет в своей книге, на какие типы вопросов социологи могут стремиться ответить (например, о последствиях религиозных убеждений), а на те, на которые они не могут ответить (например, о существовании Бога). Автор утверждает, что различные способы использования социологии не отражают действительную природу науки и что те, кто использует информацию, предоставленную социологами, «не имеют ничего общего с ее природой» .
Бергер убежден, что социология должна подчеркивать свои гуманистические аспекты.
Также в своей книге он рассуждает о движении афроамериканского населения «Гордость черных» и делает вывод о том, что данное движение «проповедует черный расизм, который является не более чем тенью белого расизма»
.

## Отзывы
Философ Гельмут Вагнер назвал книгу «Приглашение в социологию» «очень читаемым в области социологии».

## Издание в России
Книга была переведена на русский язык и вышла в свет в 1996 году. ISBN 5-7567-0058-7